# Du hast die Macht

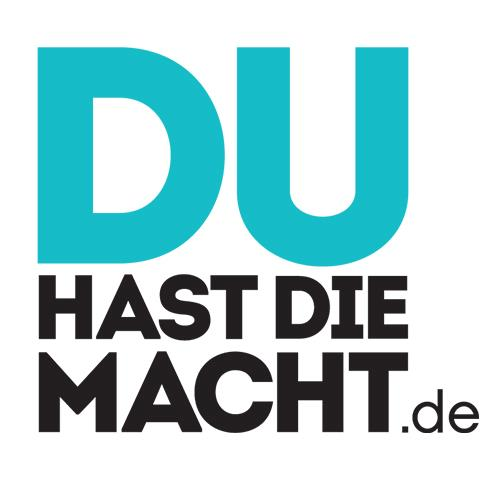
Logo des Projekts

Du hast die Macht ist eine 2010 gegründete Medieninitiative zur Förderung des Politikinteresses von Jugendlichen, die von der Robert Bosch Stiftung gefördert und von der Film- und Fernsehproduktionsfirma UFA GmbH umgesetzt wird.

## Tätigkeit
Ziel der Initiative ist es, Jugendliche und junge Erwachsene über Online-Wettbewerbe, Aktionen und Videos für das Thema Politik zu begeistern, für gesellschaftliches Engagement zu werben und das Verständnis für politische Zusammenhänge zu stärken.
Das Projekt Du hast die Macht besteht aus einer Webseite sowie aus Auftritten in sozialen Netzwerken wie YouTube und Facebook. Dort werden Interviews mit Experten und Prominenten, Straßenumfragen, Reportagen und Talkshows veröffentlicht und verbreitet. Außerdem wurden verschiedene fiktive Formate umgesetzt, wie die Comedy-Show Headliners oder die Serie Wenn du dich traust, an der unter anderem auch die Schauspielerin Senta Sofia Delliponti mitwirkte.
Die Initiative wurde von 2011 bis 2013 vom Lehrstuhl für Didaktik der politischen Bildung der Technischen Universität Dresden in einer Studie wissenschaftlich evaluiert.

## Projekte (Auswahl)

### RAPutation
2013 veranstaltete das Projekt erstmals die Casting-Show RAPutation, bei der der beste politische Nachwuchsrapper Deutschlands gesucht wurde. Das von Visa Vie moderierte Format stellte eingeschickte Videos vor, die anschließend von den Zuschauern und einer Jury bewertet wurden. Feste Mitglieder der Jury waren Hadnet Tesfai und Fard. In einzelnen Runden wurden sie ergänzt von Telly Telz und Nate57, Sookee und Amewu, Azad sowie Alpa Gun und Chefket.
Einige Bewerbervideos wurden außerdem Politikern wie Hans-Gert Pöttering, Wolfgang Thierse und Volker Beck vorgespielt und mit ihnen diskutiert. Der Kandidat Matondo traf Renate Künast, um ihr seinen Kiez vorzustellen und über die Probleme dort zu sprechen.
2014 wurde die Show erneut durchgeführt. Feste Mitglieder der Jury waren dabei Sookee, Weekend und MoTrip. Gastjuroren waren Blumio, Marcus Staiger und Eko Fresh. Beteiligte Politiker waren u. a. Gregor Gysi, Jens Spahn, Özcan Mutlu und Cansel Kiziltepe.
RAPutation erhielt 2013 den Civis Medienpreis für Integration und wurde für den Grimme Online Award nominiert.

### Zugehört
Bei der Politainment-Show Zugehört kamen Ende Februar 2012 Jugendliche, Musik- und Sportstars und Politiker ins Gespräch. In einem Boxring in der Malzfabrik in Berlin nahmen unter anderem die Rapper Blumio und Megaloh, die Boxerin Susi Kentikian und die Politiker Cem Özdemir, Klaus Ernst und Brigitte Zypries teil. Moderiert wurde die Veranstaltung von Visa Vie, Rainer Maria Jilg und der Du-hast-die-Macht-Chefredakteurin Anna Mauersberger.